# カナンギナク・ポートーゴーク
カナンギナク・ポートーゴーク（Kananginak Pootoogook、1935年 - 2010年11月23日）は、カナダの彫刻家、版画家。イヌイットである。
ヌナブト準州のケープ・ドーセットに住み創作活動を行っていた。2010年11月23日、肺がんの手術で手術死している。